# Тони Бракстън
Тони Мишел Бракстън (на английски: Toni Michelle Braxton) е американска R&B певица, автор на песни и актриса.
Наградена с 6 награди „Грами“, Бракстън е сред най-успешните изпълнители на 90-те години с продадени над 40 милиона записа в световен мащаб. Гласът ѝ е контраалт.
През 1993 г. певицата оглавява класацията „Билборд 200“ с дебютния си албум Toni Braxton. Вторият ѝ студиен албум, Secrets, включва хитовете „You're Makin' Me High“ и „Un-Break My Heart“, които също се изкачват до първо място в класациите. Въпреки тези успехи Бракстън е принудена да обяви несъстоятелност, но по-късно се завръща с трети успешен албум, The Heat.
През 2009 певицата отново се нарежда по върховете на R&B класациите с песента си „Yesterday“, която достига 12-о място. „Yesterday“ е първият издаден сингъл от новия албум на Бракстън, Pulse, излязъл на 10 май 2010.

## Дискография

### Студийни албуми
- Toni Braxton (1993)
- Secrets (1996)
- The Heat (2000)
- Snowflakes (2001)
- More Than a Woman (2002)
- Libra (2005)
- Pulse (2010)
- Love, Marriage & Divorce (2014)

### Компилации
- Ultimate Toni Braxton (2003)
- Artist Collection: Toni Braxton (2004)
- Platinum & Gold Collection (2004)
- Breathe Again: Toni Braxton at Her Best (2005)
- The Essential Toni Braxton (2007)
- Playlist: The Very Best of Toni Braxton (2008)
- Breathe Again: The Best of Toni Braxton (2008)

### Ремикс албуми
- Un-Break My Heart: The Remix Collection (2005)

### Видео албуми
- From Toni with Love... The Video Collection (2001)

### Сингли
- Love Shoulda Brought You Home (1992)
- Another Sad Love Song (1993)
- Breathe Again (1993)
- Seven Whole Days (1993)
- You Mean the World to Me (1994)
- I Belong to You (1994)
- How Many Ways (1994)
- You're Makin' Me High (1996)
- Let It Flow (1996)
- Un-Break My Heart (1996)
- I Don't Want To (1997)
- I Love Me Some Him (1997)
- How Could an Angel Break My Heart (1997)
- He Wasn't Man Enough (2000)
- Just Be a Man About It (2000)
- Spanish Guitar (2000)
- Maybe (2001)
- Snowflakes of Love (2001)
- Christmas in Jamaica (2001)
- Hit the Freeway (2002)
- Please (2005)
- Trippin' (That's the Way Love Works) (2005)
- Take This Ring (2005)
- Suddenly (2006)
- Yesterday (2009)
- Hands Tied (2010)
- Make My Heart (2010)
- I Heart You (2012)
- Hurt You (2013)
- Where Did We Go Wrong (2013)

## Турнета
- Secrets Tour (1997)
- Libra Tour (2006)
- 2013 Summer Tour (2013)